# Виберг, Пернилла
Пернилла Виберг (швед. Pernilla Wiberg, 15 октября 1970, Норрчёпинг) — шведская горнолыжница, двукратная олимпийская чемпионка, 4-кратная чемпионка мира, обладательница Кубка мира. Отличалась универсальностью: одна из пяти горнолыжниц, которые побеждали на этапах Кубка мира во всех 5 современных горнолыжных дисциплинах. Наиболее успешно выступала в слаломе, хотя и не выиграла в этой дисциплине ни одной олимпийской награды.

## Биография
Дебютировала в Кубке мира 13 марта 1990 года на этапе по слалому в шведском Вемдалене и сразу заняла 5-е место. Уже через 5 дней в шведском Оре впервые в карьере поднялась на подиум на этапе Кубка мира, заняв 3-е место в слаломе. Свой первый этап Кубка мира выиграла 6 января 1991 года.
Всего за карьеру выиграла 23 этапа Кубка мира (скоростной спуск — 2, супергигант — 3, гигантский слалом — 2, слалом — 14, комбинация — 2). На протяжении карьеры неоднократно травмировала колени, перенеся более 10 операций, из-за чего была вынуждена регулярно пропускать этапы Кубка мира. В конце карьеры Виберг решила не выступать в технических дисциплинах (слаломе и гигантском слаломе), которые сильнее всего нагружают колени.
На Олимпийских играх 1992 года в Альбервиле выиграла золото в гигантском слаломе, на целых 0,97 сек опередив поделивших второе место Дайанн Рофф и Аниту Вахтер. Это была единственная золотая медаль Швеции на тех Играх. Кроме того, эта медаль стала первой для Швеции в женском горнолыжном спорте на Олимпийских играх. В 1994 году в Лиллехаммере, где Пернилла была знаменосцем сборной Швеции на церемонии открытия, Виберг выиграла комбинацию, а также была близка к медалям в супергиганте (4-е место и 0,22 сек проигрыша бронзовой призёрке) и особенно в слаломе (4-е место и 0,07 сек проигрыша бронзовой призёрке). Кроме победы Виберг шведы в Лиллехаммере сумели выиграть только мужской хоккейный турнир. В 1998 году в Нагано выиграла серебро в скоростном спуске, уступив 0,29 сек Кате Зайцингер. Медаль Виберг стала одной из двух серебряных, завоёванных шведами на той Олимпиаде (золотой они не выиграли ни одной). На своей последней Олимпиаде в Солт-Лейк-Сити выступила неудачно: 14-е место в скоростном спуске и 12-е место в супергиганте. Таким образом, Виберг была близка к тому, чтобы выиграть за карьеру награды во всех 5 олимпийских горнолыжных дисциплинах: кроме наград в 3 видах программы, она также была 4-й в двух других.
Завершила карьеру весной 2002 года в возрасте 31 года вскоре после зимних Олимпийских игр в Солт-Лейк-Сити. В 2003 году родила сына Акселя, а в 2007 году — дочь Софию. С 1995 года проживает в Монако. Владеет собственной гостиницей на шведском горнолыжном курорте Идре Фьелль.
В 2002—2010 годах была членом МОК, где входила в состав ряда комиссий: спортсменов, спортивной этики, спорта и окружающей среды и др. Во время выборов города проведения зимней Олимпиады 2014 года отсутствовала на сессии МОК в июле 2007 года в Гватемале.
На трёх подряд Олимпийских играх (1992, 1994, 1998) Виберг становилась самой успешной шведской спортсменкой в индивидуальных видах: в 1992 и 1994 годах она единственная выигрывала золото в личных дисциплинах, а в 1998 году в Нагано серебро, как и Виберг, выиграл только лыжник Никлас Юнссон.
Кроме Виберг лишь три шведки поднимались на олимпийский пьедестал в горнолыжном спорте: Аня Персон, Фрида Хансдоттер и Сара Хектор.
В феврале 2004 года Виберг выплатила правительству Швеции задолженность по налогам, после того как проиграла дело в суде, пытаясь оспорить наложенные на неё санкции. Сумма, с учётом 40-процентного штрафа, составила около 1,1 млн долларов США.

### Зимние Олимпийские игры
| Олимпийские игры    | Скоростной спуск | Супергигант | Гигантский слалом | Слалом | Комбинация |
| ------------------- | ---------------- | ----------- | ----------------- | ------ | ---------- |
| 1992 Альбервиль     | —                | 12          | 1                 | DNF1   | —          |
| 1994 Лиллехаммер    | 9                | 4           | DNF1              | 4      | 1          |
| 1998 Нагано         | 2                | 14          | 11                | DNF1   | DNF SL1    |
| 2002 Солт-Лейк-Сити | 14               | 12          | —                 | —      | —          |

### Выигранные Кубки мира
- Общий зачёт — 1996/97
- Слалом — 1996/97
- Комбинация (3) — 1993/94, 1994/95, 1996/97

## Награды
- Королевская медаль Его Величества за заслуги перед шведским спортом (2023)[7]